# Demografia dell'Azerbaigian

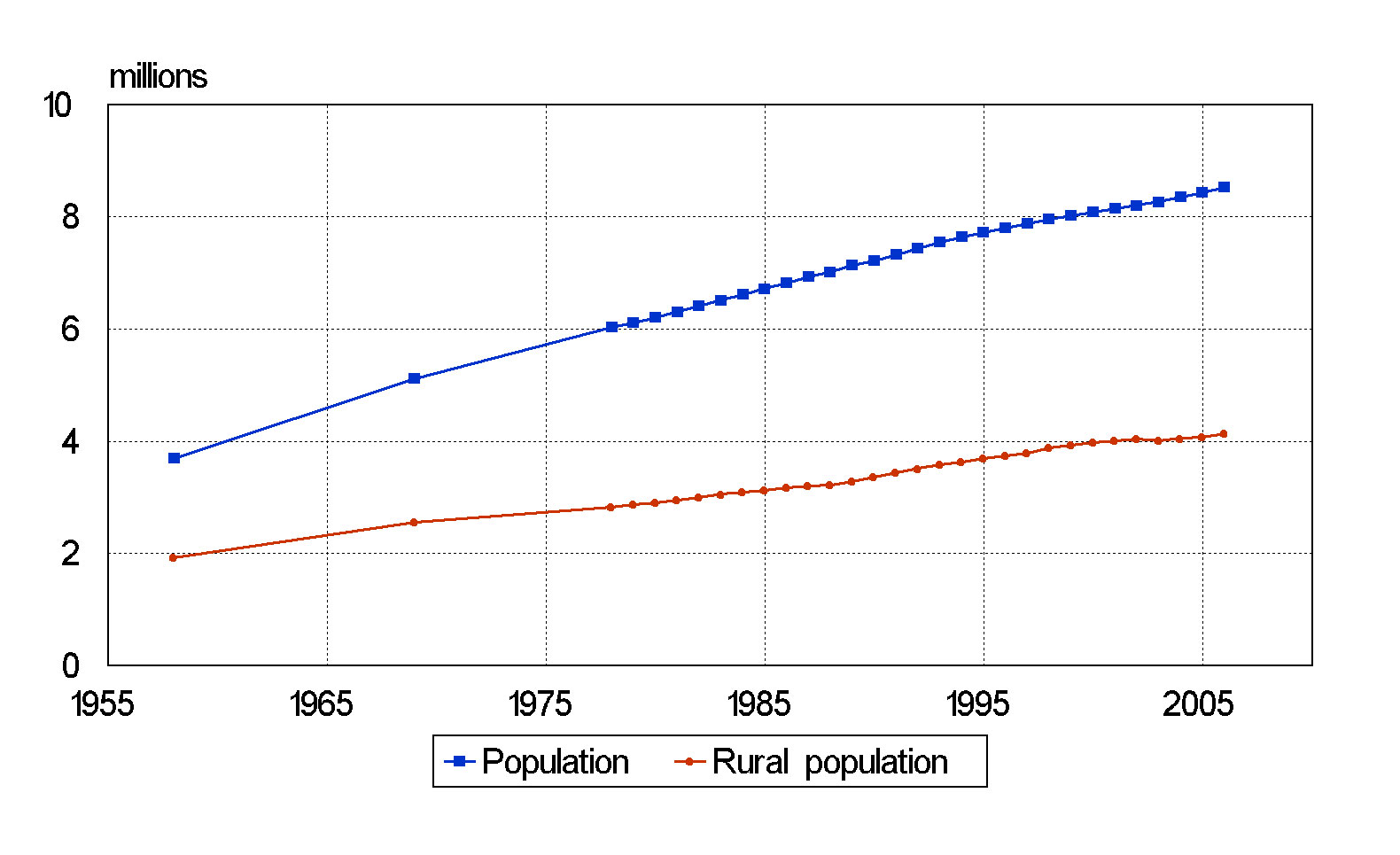
Popolazione urbana e rurale 1958 - 2006

La popolazione dell'Azerbaigian nella metà del XX secolo è entrata nella fase di rapida crescita, che è stata fornita principalmente a causa dell'elevata crescita naturale tra gli azeri etnici che vivono nelle aree rurali. Di conseguenza, la popolazione della repubblica in un secolo è aumentata di 4 volte, e la percentuale di azeri è aumentata dal 58% a oltre il 90%. All'inizio del XXI secolo, l'Azerbaigian continua ad essere uno dei leader in crescita della popolazione dell'emisfero settentrionale: escludendo i paesi africani, nel 2010 è stato superato solo dal Messico e l'India. Nel piano di urbanizzazione, l'agglomerazione di Baku ha il ruolo dominante nella repubblica, che per le sue dimensioni supera molte volte tutti gli altri insediamenti urbani.

## Popolazione
Nel 2014, il Comitato Statale di Statistica dell'Azerbaigian ha stimato una popolazione di 9.477.000 individui, dei quali più di un milione vivono al di fuori del paese (principalmente in Russia, Turchia e Ucraina), circa 120.000 nei territori controllati dalle forze NKR, e circa 240.000 erano cittadini stranieri residenti nell'Azerbaigian. La popolazione urbana a partire dal 1º luglio 2013 era il 53,1% del totale e la popolazione rurale il 46,9%. Gli uomini rappresentavano il 49,7% della popolazione totale, le donne il 50,3%.
L'aspettativa di vita del nascituro è di 72,6 anni, di cui 69,9 per gli uomini e 75,4 anni per le donne. (dati per il 2008).
Nel 2010 sono nati in Azerbaigian 165.600 bambini, con un tasso di natalità è del 18,5 per mille. In media, per ogni donna nella sua vita ci sono due bambini nati. Sempre nel 2010 sono morte 53.600 persone, con un tasso di mortalità del 6 per mille.

## Densità della popolazione
La densità della popolazione dell'Azerbaigian è aumentata da 89,2 persone / km² nel 1995 a 97,4 persone / km² nel 2006. Nella repubblica c'è un aumento della sproporzione nella densità della popolazione: la penisola di Apsheron mostra segni di sovrappopolazione, mentre si osserva il deflusso nelle zone di montagna.

## Immigrazione
All'inizio del XXI secolo, non vi era alcun deflusso significativo o afflusso di popolazione, come negli anni '90. Così, nel 2004, 2800 persone hanno lasciato l'Azerbaigian, ma allo stesso tempo 2400 persone si sono trasferite nel paese a residenza permanente, quindi la popolazione non è cambiata significativamente.

## Statistiche demografiche

### Le lingue[8]
- Azero (ufficiale) - 92,5%
- Russo - 1,4%
- Armeno - 1,4%
- Altre - 4,7%

### Gruppi etnici
- Azeri 91.6%
- Lezgini 2%
- Russi 1,3%,
- Armeni 1,3%
- Talisci 1,3%
- Altri 2,4%

### Struttura dell'età
0-14 anni: 22,7% (maschio 1.176.438 / femmina 1.017.926)
15-24 anni: 17,5% (maschio 877,773 / femmina 818,380)
25-54 anni: 45,1% (maschio 2.127.239 / femmina 2.236.520)
55-64 anni: 8,5% (maschio 379,081 / femmina 442,970)
65 anni e oltre: 6,3% (maschio 232,297 / femmina 377,586)

### Urbanizzazione
Popolazione urbana: 53,6% della popolazione totale (2011)
Tasso di urbanizzazione: 1,64% del tasso di variazione annuale 

### Rapporto numerico tra i sessi
Alla nascita: 1,12 maschi / femmine
0-14 anni: 1,16 maschi / femmine
15-24 anni: 1,07 maschi / femmine
25-54 anni: 0,95 maschi / femmine
55-64 anni: 0,98 maschi / femmine
65 anni e oltre: 0,62 maschi / femmine
Popolazione totale: 0,98 maschi / femmine

### Tasso di mortalità infantile
Totale: 26,67 decessi / 1.000 nati vivi
Confronto paese con il mondo: 69
Maschi: 27,47 decessi / 1.000 nati vivi
Femmine: 25,76 decessi / 1.000 nati vivi

### Aspettativa di vita alla nascita[9]
Popolazione totale: 71,91 anni
Confronto paese con il mondo: 141
Maschi: 68,92 anni
Femmine: 75,26 anni

### Tasso totale di fertilità
2.04 bambini nati / bambine
1,92 bambini nati / bambine
1.91 bambini nati / bambine
Confronto paese con il mondo: 138

### HIV / AIDS
Tasso di prevalenza nell'adulto: meno dello 0,2%
Confronto paese con il mondo: 106
Persone che vivono con l'HIV / AIDS: 10.400
Confronto paese con il mondo: 102
Morti: 65
Confronto paese con il mondo: 85

### Nazionalità
Sostantivo: Azero
Aggettivo: Azero

### Religione[10]
Musulmani 96,9% (prevalentemente sciiti)
Cristiani 3%
Altro < 0,1
Non affiliato < 0,1
Nota: l'affiliazione religiosa è ancora nominale in Azerbaigian; le percentuali per gli effettivi praticanti sono molto più basse.

### Alfabetizzazione
Definizione: 15 anni e oltre possono leggere e scrivere
Popolazione totale: 99,8%
Maschi: 99,9%
Femmine: 99,7% (censimento 2010)

### Spese per l'istruzione
2,4% del PIL totale (2011)
Confronto paese con il mondo: 158

## Composizione etnica della popolazione dell'Azerbaigian
| Nazione              | 1939            | 1939        | 1979            | 1979            | 1989      | 1989        | 1999        | 1999        | 2009      | 2009        |
| Nazione              | Quantità        | Percentuale | Quantità        | Percentuale     | Quantità  | Percentuale | Quantità    | Percentuale | Quantità  | Percentuale |
| -------------------- | --------------- | ----------- | --------------- | --------------- | --------- | ----------- | ----------- | ----------- | --------- | ----------- |
| Totale               | 3 205 150       |             | 6 026 515       |                 | 7 021 178 |             | 7 953 438   |             | 8 922 447 |             |
| Azeri                | 1 870 471       | 58,4 %      | 4 708 832       | 78,1 %          | 5 804 980 | 82,7 %      | 7 205 439   | 90,6 %      | 8 172 800 | 91,6 %      |
| Lezgini              | 111 666         | 3,5 %       | 158 057         | 2,6 %           | 171 395   | 2,4 %       | 178 021     | 2,2 %       | 180 300   | 2,0 %       |
| Armeni               | 388 025         | 12,1 %      | 475 486         | 7,9 %           | 390 505   | 5,6 %       | 163/120 700 | 1,5 %       | 120 300   | 1,4 %       |
| Russi                | 528 318         | 16,5 %      | 475 255         | 7,9 %           | 392 304   | 5,6 %       | 141 650     | 1,8 %       | 119 300   | 1,3 %       |
| Talisci              | 87 510          | 2,7 %       | non disponibile | non disponibile | 21 169    | 0,3 %       | 75 863      | 1,0 %       | 112 000   | 1,3 %       |
| Avari                | 15 740          | 0,5 %       | 35 991          | 0,6 %           | 44 072    | 0,6 %       | 50 303      | 0,6 %       | 49 800    | 0,6 %       |
| Turchi               | 600             | 0,0 %       | 7 926           | 0,1 %           | 17 705    | 0,2 %       | 43 423      | 0,5 %       | 38 000    | 0,4 %       |
| Tatari               | 27 591          | 0,9 %       | 31 350          | 0,5 %           | 28 600    | 0,4 %       | 30 010      | 0,4 %       | 25 900    | 0,3 %       |
| Ucraini              | 23 643          | 0,7 %       | 26 402          | 0,4 %           | 32 345    | 0,5 %       | 28 903      | 0,4 %       | 21 500    | 0,2 %       |
| Zakhuri              | non disponibile |             | 8 546           | 0,1 %           | 13 318    | 0,2 %       | 15 731      | 0,2 %       | 12 300    | 0,1 %       |
| Georgiani (Inghiloi) | 10 196          | 0,3 %       | 11 412          | 0,2 %           | 14 197    | 0,2 %       | 14 864      | 0,2 %       | 9 900     | 0,1 %       |
| Curdi                | 6 005           | 0,2 %       | 5 676           | 0,1 %           | 12 226    | 0,2 %       | 13 019      | 0,2 %       | 6 100     | 0,1 %       |
| Tati                 | non disponibile |             | non disponibile | non disponibile | 10 239    | 0,1 %       | 9 988       | 0,1 %       | 25 200    | 0,3 %       |
| Ebrei                | 41 245          | 1,3 %       | 35 487          | 0,6 %           | 30 800    | 0,4 %       | 8 910       | 0,1 %       | 9 100     | 0,1 %       |
| Udi                  | non disponibile |             | 5 841           | 0,1 %           | 6 125     | 0,1 %       | 4 066       | 0,1 %       | 3 800     | 0,0 %       |
| Altri                |                 |             | 40 200          | 0,8 %           | 41 500    | 0,6 %       | 12 412      | 0,1 %       | 9 500     | 0,1 %       |